# Tinodes tricalcaratus
Tinodes tricalcaratus är en nattsländeart som beskrevs av Douglas E. Kimmins 1955. Tinodes tricalcaratus ingår i släktet Tinodes och familjen tunnelnattsländor. Inga underarter finns listade i Catalogue of Life.